# Klíčové kompetence
Klíčové kompetence představují souhrn vědomostí, dovedností, schopností, postojů a hodnot důležitých pro osobní rozvoj a uplatnění každého člena společnosti. Jejich výběr a pojetí vychází z hodnot obecně přijímaných ve společnosti a z obecně sdílených představ o tom, které kompetence jedince přispívají k jeho vzdělávání, spokojenému a úspěšnému životu a k posilování funkcí občanské společnosti.
Slovní spojení klíčové kompetence je nesprávným překladem anglického competence, které používají materiály Evropské unie a OECD. Překlad slova competence je české kompetence, tedy oprávnění, povinnost, schopnost, způsobilost, pravomoc a podobně (více viz diskuze k článku). Z toho vyplývá kolize klíčových kompetencí s původním úzkým významem českého termínu kompetence.

## Význam klíčových kompetencí
Smyslem a cílem vzdělávání je vybavit všechny žáky souborem klíčových kompetencí na úrovni, která je pro ně dosažitelná, a připravit je tak na další vzdělávání a uplatnění ve společnosti. Osvojování klíčových kompetencí je proces dlouhodobý a složitý, který má svůj počátek v předškolním vzdělávání, pokračuje v základním a středním vzdělávání a postupně se dotváří v dalším průběhu života. Úroveň klíčových kompetencí, které žáci dosáhnou na konci základního vzdělávání, nelze ještě považovat za ukončenou, ale získané klíčové kompetence tvoří neopomenutelný základ žáka pro celoživotní učení, vstup do života a do pracovního procesu.
Klíčové kompetence nestojí vedle sebe izolovaně, různými způsoby se prolínají, jsou multifunkční, mají nadpředmětovou podobu a lze je získat vždy jen jako výsledek celkového procesu vzdělávání. Proto k jejich utváření a rozvíjení musí směřovat a přispívat veškerý vzdělávací obsah i aktivity a činnosti, které ve škole probíhají. Ve vzdělávacím obsahu RVP ZV je učivo chápáno jako prostředek k osvojení činnostně zaměřených očekávaných výstupů, které se postupně propojují a vytvářejí předpoklady k účinnému a komplexnímu využívání získaných schopností a dovedností na úrovni klíčových kompetencí.

## Typy klíčových kompetencí
V etapě základního vzdělávání jsou za klíčové považovány kompetence k učení; kompetence k řešení problémů; kompetence komunikativní; kompetence sociální a personální; kompetence občanské; kompetence pracovní; kompetence digitální.

### Kompetence k učení
Na konci základního vzdělávání žák:
- vybírá a využívá pro efektivní učení vhodné způsoby, metody a strategie, plánuje, organizuje a řídí vlastní učení, projevuje ochotu věnovat se dalšímu studiu a celoživotnímu učení
- vyhledává a třídí informace a na základě jejich pochopení, propojení a systematizace je efektivně využívá v procesu učení, tvůrčích činnostech a praktickém životě
- operuje s obecně užívanými termíny, znaky a symboly, uvádí věci do souvislostí, propojuje do širších celků poznatky z různých vzdělávacích oblastí a na základě toho si vytváří komplexnější pohled na matematické, přírodní, společenské a kulturní jevy
- samostatně pozoruje a experimentuje, získané výsledky porovnává, kriticky posuzuje a vyvozuje z nich závěry pro využití v budoucnosti
- poznává smysl a cíl učení, má pozitivní vztah k učení, posoudí vlastní pokrok a určí překážky či problémy bránící učení, naplánuje si, jakým způsobem by mohl své učení zdokonalit, kriticky zhodnotí výsledky svého učení a diskutuje o nich

### Kompetence k řešení problémů
Na konci základního vzdělávání žák:
- vnímá nejrůznější problémové situace ve škole i mimo ni, rozpozná a pochopí problém, přemýšlí o nesrovnalostech a jejich příčinách, promyslí a naplánuje způsob řešení problémů a využívá k tomu vlastního úsudku a zkušeností
- vyhledá informace vhodné k řešení problému, nachází jejich shodné, podobné a odlišné znaky, využívá získané vědomosti a dovednosti k objevování různých variant řešení, nenechá se odradit případným nezdarem a vytrvale hledá konečné řešení problému
- samostatně řeší problémy; volí vhodné způsoby řešení; užívá při řešení problémů logické, matematické a empirické postupy
- ověřuje prakticky správnost řešení problémů a osvědčené postupy aplikuje při řešení obdobných nebo nových problémových situací, sleduje vlastní pokrok při zdolávání problémů
- kriticky myslí, činí uvážlivá rozhodnutí, je schopen je obhájit, uvědomuje si zodpovědnost za svá rozhodnutí a výsledky svých činů zhodnotí

### Kompetence komunikativní
Na konci základního vzdělávání žák:
- formuluje a vyjadřuje své myšlenky a názory v logickém sledu, vyjadřuje se výstižně, souvisle a kultivovaně v písemném i ústním projevu
- naslouchá promluvám druhých lidí, porozumí jim, vhodně na ně reaguje, účinně se zapojuje do diskuse, obhajuje svůj názor a vhodně argumentuje
- rozumí různým typům textů a záznamů, obrazových materiálů, běžně užívaných gest, zvuků a jiných informačních a komunikačních prostředků, přemýšlí o nich, reaguje na ně a tvořivě je využívá ke svému rozvoji a k aktivnímu zapojení se do společenského dění
- využívá informační a komunikační prostředky a technologie pro kvalitní a účinnou komunikaci s okolním světem
- využívá získané komunikativní dovednosti k vytváření vztahů potřebných k plnohodnotnému soužití a kvalitní spolupráci s ostatními lidmi

### Kompetence sociální a personální
Na konci základního vzdělávání žák:
- účinně spolupracuje ve skupině, podílí se společně s pedagogy na vytváření pravidel práce v týmu, na základě poznání nebo přijetí nové role v pracovní činnosti pozitivně ovlivňuje kvalitu společné práce
- podílí se na utváření příjemné atmosféry v týmu, na základě ohleduplnosti a úcty při jednání s druhými lidmi přispívá k upevňování dobrých mezilidských vztahů, v případě potřeby poskytne pomoc nebo o ni požádá
- přispívá k diskusi v malé skupině i k debatě celé třídy, chápe potřebu efektivně spolupracovat s druhými při řešení daného úkolu, oceňuje zkušenosti druhých lidí, respektuje různá hlediska a čerpá poučení z toho, co si druzí lidé myslí, říkají a dělají
- vytváří si pozitivní představu o sobě samém, která podporuje jeho sebedůvěru a samostatný rozvoj; ovládá a řídí svoje jednání a chování tak, aby dosáhl pocitu sebeuspokojení a sebeúcty

### Kompetence občanské
Na konci základního vzdělávání žák:
- respektuje přesvědčení druhých lidí, váží si jejich vnitřních hodnot, je schopen vcítit se do situací ostatních lidí, odmítá útlak a hrubé zacházení, uvědomuje si povinnost postavit se proti fyzickému i psychickému násilí
- chápe základní principy, na nichž spočívají zákony a společenské normy, je si vědom svých práv a povinností ve škole i mimo školu
- rozhoduje se zodpovědně podle dané situace, poskytne dle svých možností účinnou pomoc a chová se zodpovědně v krizových situacích i v situacích ohrožujících život a zdraví člověka
- respektuje, chrání a ocení naše tradice a kulturní i historické dědictví, projevuje pozitivní postoj k uměleckým dílům, smysl pro kulturu a tvořivost, aktivně se zapojuje do kulturního dění a sportovních aktivit
- chápe základní ekologické souvislosti a environmentální problémy, respektuje požadavky na kvalitní životní prostředí, rozhoduje se v zájmu podpory a ochrany zdraví a trvale udržitelného rozvoje společnosti

### Kompetence pracovní
Na konci základního vzdělávání žák:
- používá bezpečně a účinně materiály, nástroje a vybavení, dodržuje vymezená pravidla, plní povinnosti a závazky, adaptuje se na změněné nebo nové pracovní podmínky
- přistupuje k výsledkům pracovní činnosti nejen z hlediska kvality, funkčnosti, hospodárnosti a společenského významu, ale i z hlediska ochrany svého zdraví i zdraví druhých, ochrany životního prostředí i ochrany kulturních a společenských hodnot
- využívá znalosti a zkušenosti získané v jednotlivých vzdělávacích oblastech v zájmu vlastního rozvoje i své přípravy na budoucnost, činí podložená rozhodnutí o dalším vzdělávání a profesním zaměření
- orientuje se v základních aktivitách potřebných k uskutečnění podnikatelského záměru a k jeho realizaci, chápe podstatu, cíl a riziko podnikání, rozvíjí své podnikatelské myšlení

### Kompetence digitální
Na konci základního vzdělávání žák:
- ovládá běžně používaná digitální zařízení, aplikace a služby; využívá je při učení i při zapojení do života školy a do společnosti; samostatně rozhoduje, které technologie pro jakou činnost či řešený problém použít
- získává, vyhledává, kriticky posuzuje, spravuje a sdílí data, informace a digitální obsah, k tomu volí postupy, způsoby a prostředky, které odpovídají konkrétní situaci a účelu
- vytváří a upravuje digitální obsah, kombinuje různé formáty, vyjadřuje se za pomoci digitálních prostředků
- využívá digitální technologie, aby si usnadnil práci, zautomatizoval rutinní činnosti, zefektivnil či zjednodušil své pracovní postupy a zkvalitnil výsledky své práce
- chápe význam digitálních technologií pro lidskou společnost, seznamuje se s novými technologiemi, kriticky hodnotí jejich přínosy a reflektuje rizika jejich využívání
- předchází situacím ohrožujícím bezpečnost zařízení i dat, situacím s negativním dopadem na jeho tělesné a duševní zdraví i zdraví ostatních; při spolupráci, komunikaci a sdílení informací v digitálním prostředí jedná eticky

## Revize Rámcového vzdělávacího programu pro základní vzdělávání
V současné době pracuje Národní pedagogický institut ČR na revizi RVP ZV, v rámci které bude struktura klíčových kompetencí změněna. Aktuální struktura klíčových kompetencí je v pracovní verzi revidovaného RVP ZV členěna takto:
- Klíčová kompetence k učení
- Klíčová kompetence komunikační
- Klíčová kompetence osobnostní a sociální
- Klíčová kompetence k občanství a udržitelnosti
- Klíčová kompetence k podnikavosti a pracovní
- Klíčová kompetence k řešení problémů
- Klíčová kompetence kulturní
- Klíčová kompetence digitální